# Radio-embolisatie
Radio-embolisatie is een vorm van inwendige bestraling. Het betreft een nieuwe therapie die in de Verenigde Staten is goedgekeurd voor het behandelen van patiënten met leverkanker (hepatocellulair carcinoom) of uitzaaiingen (metastasen) in de lever. Het gaat dan om patiënten die niet meer geopereerd kunnen worden en niet meer reageren op chemotherapie, of vanwege bijwerkingen daarmee moeten stoppen. 
Voor de behandeling wordt de patiënt door een multidisciplinair team beoordeeld bestaande uit een interventie radioloog, nucleair geneeskundige, oncoloog, hepatoloog en chirurg. De procedures worden uitgevoerd door de interventieradioloog. Tijdens de behandeling worden via een katheter in de leverslagader radioactieve bolletjes (microsferen van yttrium-90 of holmium-166) richting de tumor gespoten. De radioactieve bolletjes lopen lokaal vast in het vaatbed rondom de tumor en geven daar hun radioactiviteit af. Met als doel om tumorcellen te vernietigen. Het betreft een bewezen succesvolle en weinig ingrijpende behandeling. In de meeste gevallen gaat de patiënt de dag na behandeling weer naar huis. 